# Батоннье
Батоннье́ (фр. le bâtonnier) — во Франции адвокат, стоящий во главе совета корпорации адвокатов при апелляционном суде или суде первой инстанции. Избирается членами корпорации каждые два года.

## Описание
Во Франции при каждом апелляционном суде или суде первой инстанции корпорация адвокатов (l’ordre des avocats) избирает каждые два года одного из своей среды, который стоит во главе совета корпорации (conseil de l’ordre) и называется батоннье.

## Этимология
Слово «батоннье» означает жезлоносец и происходит от жезла (bâton) или хоругви (banniere), которые глава полуюридического, полудуховного братства св. Николая (confrérie de Saint-Nicolas) носил в средние века при торжественных процессиях.

## История
Выборные представители адвокатского сословия (barreau) во Франции появились уже в XIV столетии и удержались до великой революции, когда декретом 2 сентября 1790 года само звание адвоката было уничтожено и занятие это объявлено свободным для всех и каждого.
После того как в 1804 г. адвокатура как сословие была восстановлена, в декрете 14 сентября 1810 г. о новой её организации видны ещё следы недоверия к ней Наполеона I и право назначения батоннье предоставлено прокурору апелляционного суда (procureur général).
На основании ордонанса 22 ноября 1822 г. батоннье стал выбираться дисциплинарным советом (conseil de discipline) из среды его членов, и только во время июльской монархии право непосредственного выбора батоннье было возвращено общему собранию корпорации.
Права этого сословие вновь было лишено (1852) все время Второй империи, и лишь с 1870 г. оно им вновь пользуется.

### В XIX веке
Батоннье выбирался на один год абсолютным большинством общим собранием адвокатов, внесённых в список (tableau). Лишь в том случае, когда при суде состояло менее 6 адвокатов, батоннье назначался судом. Установился обычай в Париже и других больших городах по истечении года возобновлять полномочия батоннье ещё на один год.

#### Должность
Батоннье — официальный представитель и естественный защитник сословия; с ним сносилось правительство и судебная магистратура по делам сословий, и он в случае надобности выступал и действовал от его имени. Обязанный поддерживать дисциплину и защищать общие интересы сословия, батоннье председательствовал в совете корпорации и выполнял её решения и постановления, назначал в случаях обязательной защиты адвокатов в уголовных и гражданских делах, давал советы, примирял споры в среде корпорации, делал замечания молодым членам сословия, оказывал им также поддержку своими знаниями и авторитетом. Батоннье председательствовал на конференциях адвокатов, которые он ежегодно открывал торжественной речью.

## Прославленные батоннье
Звание это пользовалось во Франции большим почетом. Среди наиболее выдающихся деятелей на эту должность избирались:
- Берье, Пьер-Антуан
- Греви, Жюль (1868-1870)
- Дюпен, Андре
- Дюфор, Жюль Арман (1862—1864)
- Коти, Рене
- Фавр, Жюль